# Cementoblast

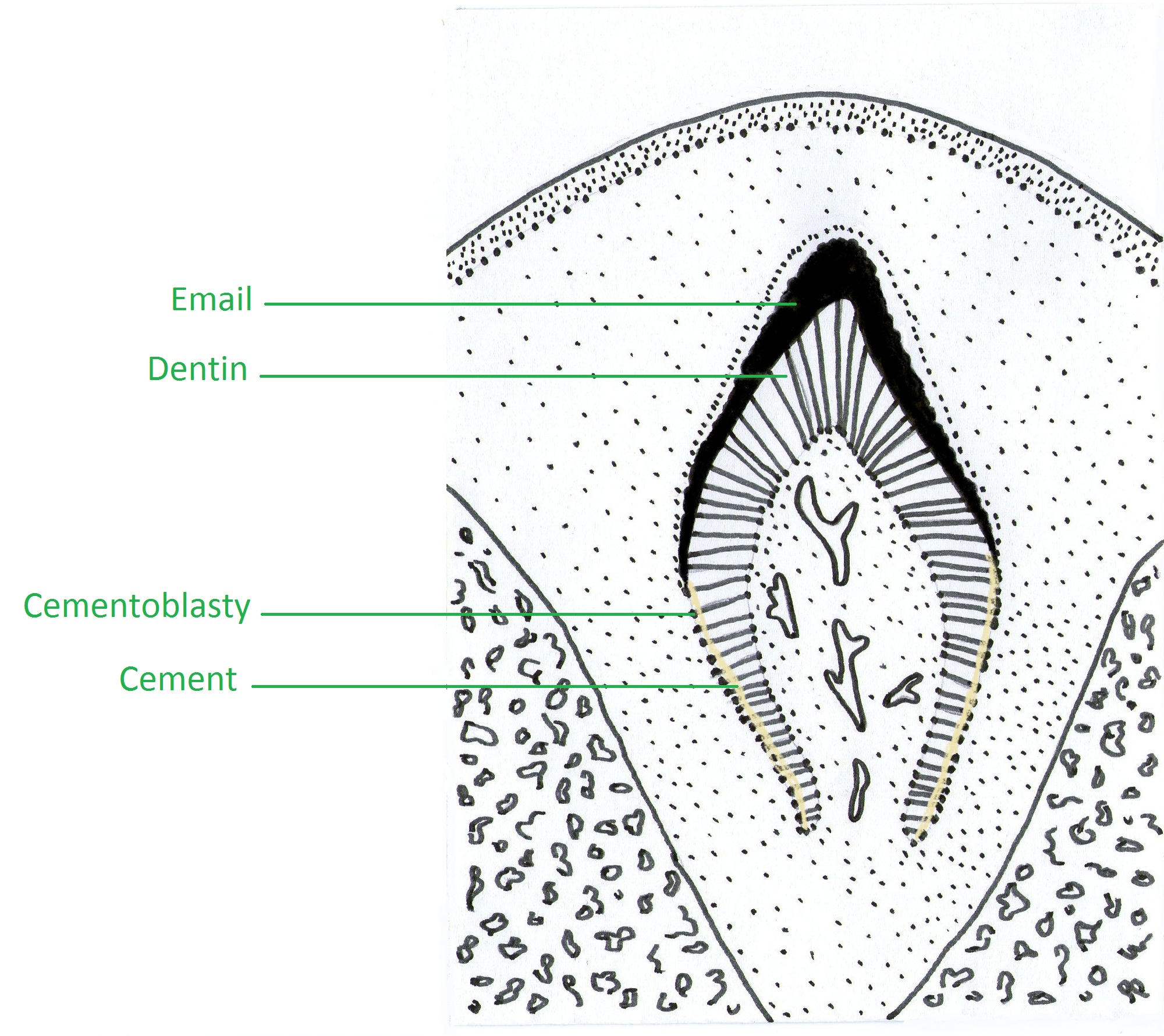
Zub před narozením

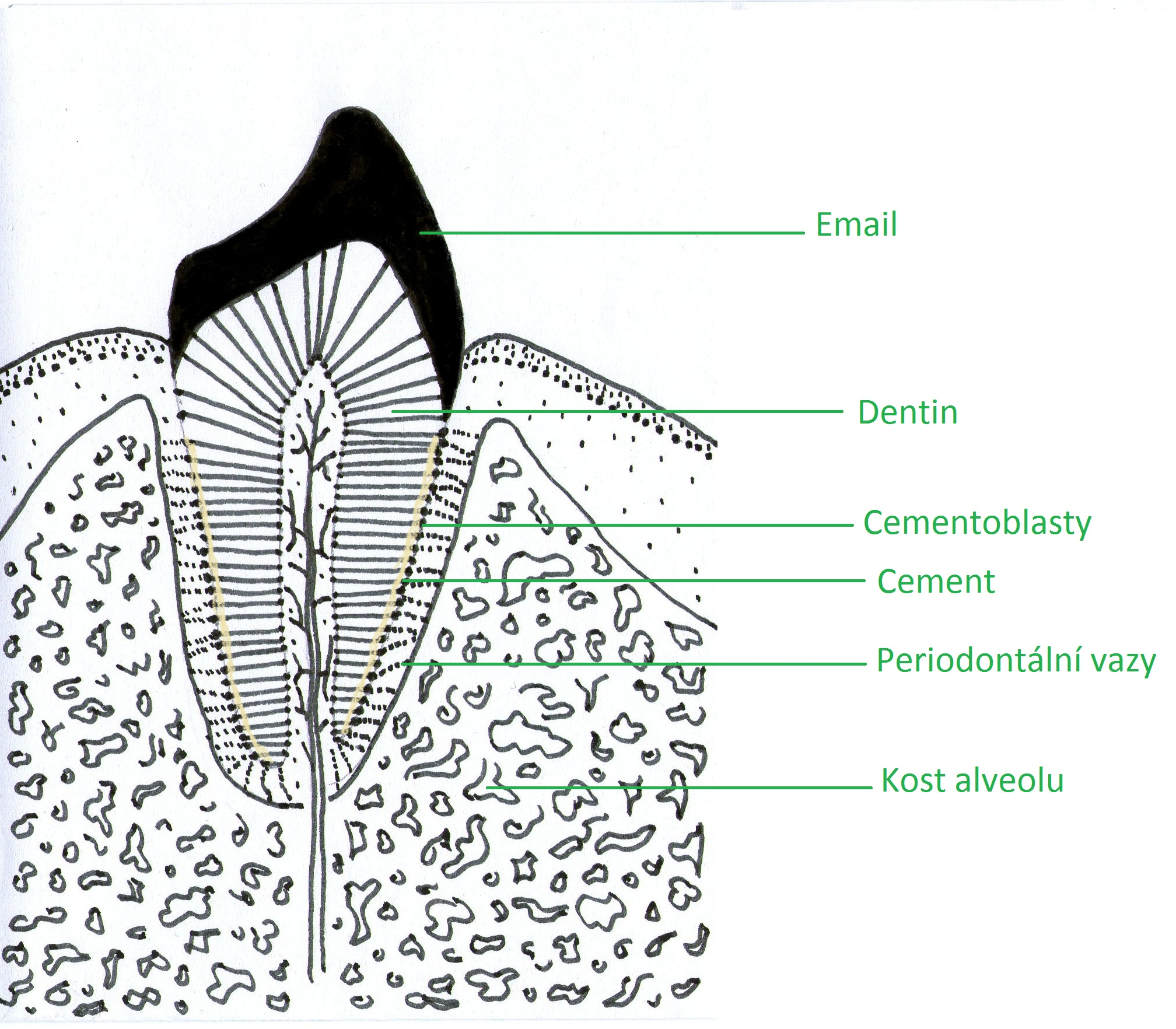
Zub po prořezání

Cementoblast je aktivní buňka podílející se na permanentní dostavbě zubního cementu. Vzniká z folikulárních buněk okolo kořene zubu.

## Popis a funkce
Cementoblasty jsou aktivní buňky nacházející se v celulárním kořenovém cementu. Produkují organickou matrix kořenového systému. Cement je díky nim schopen se částečně regenerovat (při zlomenině kořene dochází k hojení novotvorbou cementu a dentinového svalku). Cementoblasty jsou tkání ektomezenchymového původu a spolu s tkání epitelového původu (sklovinný orgán s ameloblasty tvořícími sklovinu) tvoří zubní zárodek.
Cementoblasty jsou buňky kulovitého tvaru s poměrně velkým jádrem a obvykle jedním jadérkem. Morfologií se podobají fibroblastům.  Mají všechny organely typické pro buňky syntetizující a sekretující proteiny. Typický je výrazný Golgiho aparát, drsné endoplazmatické retikulum, velký počet mitochondrií a cytoplazma bohatá na vezikuly. Při histologickém barvení se používá hematoxylin, eosin a von Kossa barvivo.

## Zubní cement a jeho vznik
Zubní cement je mineralizovaná vrstva, která pokrývá kořen a krček zubu a svou strukturou se velmi podobá kosti. Vznik zubního cementu se nazývá cementogeneze a hlavní roli v ní hrají právě cementoblasty. Cementoblasty se ukládají jako epiteloidní vrstva na povrchu dentinu a staví cement, podobně jako osteoblasty vytváří kost. Rozlišujeme cement acelulární (primární) a celulární (sekundární), které se ukládají ve vrstvách.
Primární, také označovaný jako acelulární cement, se ukládá jako prvá vrstva na dentin a pokrývá zub od krčku až ku vrcholu kořene. Někdy, v apikální části kořene, může chybět. Do tohoto primárního cementu jsou zakotvena kolagenní vlákna závěsného zubního aparátu. Cement, obvykle na úzkém pruhu, v krajině zubního krčku, překrývá ukončení skloviny, řidčeji končí právě na její hranici. Sekundární cement, také označovaný jako celulární, se ukládá na vrstvičku primárního cementu a je výrazně vytvořen hlavně v dolní třetině zubního kořene a na apexu. Tento sekundární cement je tvořen lamelami, mezi kterými se nalézají dutinky, v nichž jsou uloženy buňky cementu - cementocyty.

## Související buňky
- Cementoklasty jsou buňky, které odstraňují (resorbují) kořenový cement, podobně jako osteoklasty v kosti. Vyskytují se zejména na kořenech dočasných (mléčných) zubů a uplatňují se hlavně v období výměny zubů.[3]
- Cementocyty jsou hvězdicovité buňky podobné osteocytům v kosti. Jejich výběžky jsou méně četné než výběžky osteocytů, jsou kratší a nepravidelnější. Jsou uloženy v kanalikulech, z nichž některé komunikují s dentinovými kanálky.